# Snorlax
Snorlax (カビゴン?, Kabigon) è un Pokémon base della prima generazione di tipo Normale. Il suo numero identificativo Pokédex è 143. Nel contesto del franchise creato da Satoshi Tajiri, Snorlax evolve da Munchlax al raggiungimento di uno specifico livello di felicità.
Ideato dal team di designer della Game Freak, Snorlax fa la sua prima apparizione nel 1996 nei videogiochi Pokémon Rosso e Blu e compare inoltre nella maggior parte dei titoli successivi, in videogiochi spin-off, nella serie televisiva anime, nel Pokémon Trading Card Game e nel merchandising derivato dalla serie.
È uno dei Pokémon dell'allenatore Ash Ketchum. Anche Rosso, Red, Barry, Alberta, Fortunata e Demetra hanno utilizzato esemplari di Snorlax.
Nei videogiochi Pokémon Rosso e Blu, Pokémon Giallo, Pokémon Oro e Argento, Pokémon Cristallo, Pokémon Rosso Fuoco e Verde Foglia e Pokémon Oro HeartGold e Argento SoulSilver è necessario risvegliarlo con lo strumento Pokéflauto (ポケモンのふえ? Poké Flute) o utilizzando il PokéGear. Snorlax è l'ultimo Pokémon da catturare in Pokémon Ranger.

## Descrizione
Snorlax è un Pokémon docile e pigro; tutto quello che fa è mangiare e dormire, tuttavia, quelle rare volte che si sforza, dimostra una forza prodigiosa. Non è sazio se non ingerisce almeno quattrocento chili di cibo al giorno. Il suo stomaco e i succhi gastrici sono così resistenti che possono digerire anche alimenti marci o veleni. Il gorgoglio del suo stomaco e il suo russare vengono a volte confusi col suo verso tipico.
A partire da Pokémon Diamante e Perla è stato introdotto Munchlax, uno stadio pre-evolutivo del Pokémon derivato da un uovo di Snorlax in possesso dello strumento Gonfioaroma (まんぷくおこう?), che si evolve in Snorlax dopo aver raggiunto un livello sufficiente di amicizia con il proprio allenatore.

## Apparizioni

### Videogiochi

Snorlax in Pokémon Rosso Fuoco

Nei videogiochi Pokémon Rosso e Blu, Pokémon Giallo e Pokémon Rosso Fuoco e Verde Foglia è possibile incontrare due Snorlax addormentati lungo i Percorsi 12 e 16. Per svegliare il Pokémon è necessario utilizzare lo strumento Poké Flauto, ottenibile a Lavandonia.
In Pokémon Oro e Argento, Pokémon Cristallo e Pokémon Oro HeartGold e Argento SoulSilver un esemplare di Snorlax ostruirà l'entrata est della Grotta Diglett. Il Pokémon può essere risvegliato utilizzando il PokéGear.
Nei videogiochi Pokémon Nero 2 e Bianco 2 è possibile ottenere un esemplare del Pokémon dotato dell'Abilità Voracità effettuando uno scambio a Sciroccopoli.
In Pokémon X e Y Snorlax blocca il Percorso 7. Lo strumento Poké Flauto è ottenibile nella Reggia Aurea.
In Pokémon Spada e Scudo ha ricevuto una forma Gigamax. 
Nel videogioco Pokémon Ranger un esemplare di Snorlax è presente nella Catena di Sekra. Per svegliarlo è necessario catturare tutti i Pokémon presenti nella regione di Fiore. Ulteriori Snorlax sono visibili ad Autunnia e nella Giungla Ulivo.

### Anime
Snorlax appare per la prima volta nel corso dell'episodio Il Pokémon addormentato (Wake up! Snorlax!).
Ash Ketchum cattura un esemplare del Pokémon in Le sette Isole del Pompelmo (Snack Attack!). L'allenatore lo utilizza negli episodi Pesi massimi (The Ring Masters), L'ultima Medaglia (quarta parte) (Better Eight Than Never), in cui sconfigge il Kingdra della capopalestra Sandra, e La ruota del parco (Wheel of Frontier) dove Ash sconfigge l'Asso Valentina.
Altri Snorlax, appartenenti ad altri allenatori, sono presenti in Un Pokémon ingombrante (The Garden of Eatin'), in Ash contro la regina fortunata (Queen of the Serpentine), appartenente all'Asso Fortunata, in Uno strano ristorante (A Full Course Tag Battle!) ed in Rivalità da maratona! (A Marathon Rivalry!).
In Pokémon: Le origini l'allenatore Rosso utilizza un esemplare di Snorlax contro il Rhyhorn del capopalestra Giovanni.

### Manga
Nel manga Pokémon - La grande avventura Rosso cattura uno Snorlax che bloccava la via durante una corsa ciclistica e lo soprannomina Lax.

## Accoglienza
Snorlax è stato accolto positivamente dai fan e dalla critica. IGN e GamesRadar+ l'hanno definito uno dei Pokémon più riconoscibili, e quello dall'aspetto migliore tra tutte le creature della serie nate come variazione del tema "gatto". Il sito Complex l'ha elencato inoltre all'ottavo posto nella lista dei Pokémon più forti delle prime due generazioni.